# تحلية المياه حسب الدولة
هناك ما يقرب من 16 ألف محطة تحلية تعمل في 177 دولة، والتي تنتج ما يقدر بنحو 95 مليون متر3 يوم من المياه العذبة. تعمل محطات التحلية الدقيقة بالقرب من كل منشآت الغاز الطبيعي أو التصدع المائي في الولايات المتحدة تقريبًا. علاوة على ذلك ، توجد مرافق تحلية المياه الدقيقة في صناعات النسيج والجلود والصناعات الغذائية ، و غيرها من الصناعات.

## الجزائر
تمتلك الجزائر  26 محطة مستغلة لتحلية مياه البحر منها 14 محطة كبرى يفوق سعة إنتاجها 100 ألف متر مكعب يوميا
| الدولة  | المنطقة    | المدينة                  | اسم المحطة                           | السعة (م³/يوم) | الإحداثيات                                | سنة الانتهاء |
| ------- | ---------- | ------------------------ | ------------------------------------ | -------------- | ----------------------------------------- | ------------ |
| الجزائر | عين تموشنت | بني صاف                  | محطة تحلية بني صاف                   | 200,000        | 35°21′36″N 1°15′55″W / 35.3600°N 1.2653°W | 2009         |
| الجزائر | الجزائر    | الجزائر                  | محطة تحلية حامة                      | 200,000        | 36°45′05″N 3°04′47″E / 36.7515°N 3.0796°E | 2008         |
| الجزائر | بومرداس    | جنات                     | محطة تحلية كاب جنات (التناضح العكسي) | 100,000        | 36°50′43″N 3°41′23″E / 36.8453°N 3.6897°E | 2012         |
| الجزائر | الشلف      | تنس                      | محطة تحلية تنس                       | 200,000        | 36°30′15″N 1°13′35″E / 36.5042°N 1.2265°E | 2015         |
| الجزائر | مستغانم    | مستغانم                  | محطة تحلية تيك سوناغتر               | 200,000        | 36°00′51″N 0°07′42″E / 36.0141°N 0.1283°E | 2012         |
| الجزائر | وهران      | مرسى الحجاج              | محطة تحلية مقطع (التناضح العكسي)     | 500,000        | 35°47′10″N 0°09′00″W / 35.7860°N 0.1499°W | 2014         |
| الجزائر | سكيكدة     | سكيكدة                   | محطة تحلية سكيكدة                    | 100,000        | 36°52′57″N 6°57′57″E / 36.8826°N 6.9659°E | 2009         |
| الجزائر | تيبازة     | فوكة                     | محطة تحلية فوكة                      | 120,000        | 36°40′43″N 2°45′44″E / 36.6786°N 2.7621°E | 2008         |
| الجزائر | تيبازة     | تيبازة                   | محطة تحلية تيبازة                    | 100,000        | 36°40′38″N 2°45′29″E / 36.6771°N 2.7581°E | غير معروف    |
| الجزائر | تلمسان     | سوق الثلاثاء             | محطة تحلية سوق الثلاثاء              | 200,000        | 35°04′14″N 2°00′07″W / 35.0706°N 2.0020°W | 2011         |
| الجزائر | بومرداس    | جنات                     | محطة تحلية رأس جنات 2                | 300,000        | غير متوفر                                 | 2025         |
| الجزائر | وهران      | عين الكرمة (ولاية وهران) | محطة تحلية الرأس الأبيض              | 300,000        | غير متوفر                                 | 2025         |
| الجزائر | تيبازة     | فوكة                     | محطة تحلية فوكة 2                    | 300,000        | غير متوفر                                 | 2025         |

## أروبا
جزيرة أروبا كبيرة محطة تحلية بقدرة إجمالية تبلغ 11.1 مليون غالون أمريكي (42,000 م3) يوميا.[بحاجة لمصدر] 

## أستراليا
عانت أستراليا خلال فترة جفاف الألفية من أزمة إمدادات المياه ونقص حاد في الموارد المائية في مختلف مناطق البلاد. وقد أدى هذا النقص في المياه إلى زيادة الضغط على مصادر المياه الحالية والحاجة الملحة إلى البحث عن مصادر مياه جديدة.
وتحولت حكومات الولايات إلى تحلية المياه كحل لتلبية الحاجة المتزايدة للمياه. وبالفعل، تم إنشاء العديد من محطات تحلية المياه على نطاق واسع في جميع أنحاء البلاد خلال السنوات الأخيرة لتحلية مياه البحر وتحويلها إلى مياه صالحة للشرب والاستخدام الأخرى.
ويتم استخدام محطات تحلية المياه في العديد من المناطق الساحلية والجزر والمدن الصناعية والمناطق الريفية في جميع أنحاء أستراليا. وقد ساهمت هذه المحطات في تحسين إمدادات المياه وتلبية الاحتياجات المتزايدة للمياه في أستراليا، وفي الحفاظ على مصادر المياه الحالية والحفاظ على البيئه.
تساهم محطات التناضح العكسي لمياه البحر (SWRO) على نطاق واسع في إمدادات المياه المحلية للعديد من المدن الأسترالية الكبرى بما في ذلك أديلايد وملبورن وسيدني وبيرث وجولد كوست. و لكن هي كثيفة الاستهلاك للطاقة (140 دولارًا أمريكيًا / مللتر). في عام 2010 ، بدأ تشغيل Seawater Greenhouse في بورت أوغوستا.
يتم استخدام عدد متزايد من محطات التناضح العكسي للمياه والصرف الصحي على نطاق أصغر من قبل صناعة النفط والغاز (داخل وخارج الشاطئ) ، من قبل شركات التعدين لتزويد خطوط أنابيب الملاط لنقل الخام وفي الجزر البحرية لتزويد السياح والمقيمين.

## البحرين
اكتملت محطة الحد لتحلية المياه في جزيرة المحرق عام 2000، وتنتج 272,760 م3 (9,632,000 قدم3) في اليوم. توفر محطة إعادة توجيه نواتج التقطير في الحد 410 ملايين لتر من مخازن المياه المقطرة في سلسلة من خزانات الصلب بسعة 45 مليون لتر. محطة ضخ سعة 135 مليون لتر / يوم ترسل التدفقات إلى محطات المزج في الحد والمحرق والحورة والسنابس والسيف ، ولديها خيار لتزويد الجاذبية بالتدفقات المنخفضة إلى مضخات الخلط والمضخات التي تتجه إلى جنوسان والبادية. وسار.
بعد الانتهاء من المرحلة الثالثة من البناء ، تم التخطيط لمحطة درة البحرين لتحلية مياه البحر بالتناضح العكسي (SWRO) بسعة 36000 متر مكعب من المياه الصالحة للشرب يوميًا لتلبية احتياجات الري في مشروع درة البحرين. تعاقدت شركة الطاقة المركزية ومقرها البحرين لتصميم وبناء وتشغيل المحطة.

## بربادوس
في 1994-1995 تعرضت جزيرة باربادوس لجفاف حاد حاد الذي يتكرر كل 50 عامًا  مما أدى إلى انقطاع الكثير من إمدادات مياه الشرب في الجزيرة ، بما في ذلك المستشفى الرئيسي الوحيد في البلاد في العاصمة بريدجتاون. تم التفاوض على اتفاقية مع شركة Ionics التابعة لشركة جنرال إلكتريك  لبناء محطة تحلية بالتناضح العكسي على الساحل الجنوبي الغربي للجزيرة قادرة على إمداد 20٪ من سكان الجزر. بدأ المصنع العمل في غضون 15 شهرًا وتم تشغيله رسميًا في فبراير 2000. تشتري العديد من سفن الرحلات البحرية حاليًا المياه من بربادوس نظرًا لجودتها الجيدة.

## جزر كايمان
- ويست باي ، ويست باي ، جراند كايمان [16]
- أعمال أبيل كاستيلو للمياه ، غفرنور هاربور ، كايمان الكبرى [17]
- بريتانيا ، سيفن مايل بيتش ، جراند كايمان [18]

## تشيلي
- محطة تحلية كوبيابو [19]
- اقترحت شركة Thorium Power Canada ، مع الشركة التابعة لها DBI Chile ، خططًا لبناء مفاعل ثوريوم تجريبي بقدرة 10 ميجاوات في تشيلي لتشغيل محطة تحلية المياه البالغة 20 مليون لتر / يوم. جميع الأراضي والموافقات التنظيمية قيد التنفيذ حاليًا.[20]

## الصين
تشغل الصين محطة تحلية المياه في بكين في تيانجين ، وهي محطة لتحلية المياه ومحطة طاقة تعمل بالفحم مصممة للتخفيف من النقص الحاد في المياه في تيانجين. على الرغم من أن المنشأة لديها القدرة على إنتاج 200000 متر مكعب من المياه الصالحة للشرب يوميًا ، إلا أنها لم تعمل مطلقًا بأكثر من ربع طاقتها بسبب الصعوبات مع شركات المرافق المحلية والبنية التحتية المحلية غير الملائمة.
كان لدى إدارة إمدادات المياه في هونغ كونغ محطات تجريبية لتحلية المياه في توين مون وأب لي تشاو باستخدام تقنية التناضح العكسي. تم تحديد تكلفة الإنتاج بـ 7.8 دولار هونج كونج إلى 8.4 دولار هونج كونج / م 3 . اعتادت هونغ كونغ أن تمتلك محطة تحلية في Lok On Pai ، Siu Lam .
في عام 2014 ، أكدت الحكومة حجز موقع بمساحة 10 هكتارات في Tseung Kwan O لبناء محطة تحلية بالتناضح العكسي بطاقة إنتاجية أولية تبلغ 50 مليون متر مكعب سنويًا. تتضمن خطط للتوسع المستقبلي إلى سعة نهائية تبلغ 90 مليون متر مكعب سنويًا ، والتي ستلبي حوالي 10% من الطلب على المياه العذبة في هونغ كونغ. ومن المقرر الانتهاء من دراسات الجدوى التفصيلية والتصميم الأولي وتحليل فعالية التكلفة بحلول عام 2014. ومن المقرر أن يكون موعد التكليف لعام 2020.

## قبرص
مصنع يعمل في قبرص بالقرب من مدينة لارنكا . تستخدم محطة التحلية Dhekelia نظام التناضح العكسي.

## مصر
- محطات تحلية دهب 3،600 م 3 / يوم تم الانتهاء من انشائها عام 1999. يجري توسيع المنشأة في جنوب سيناء لإنتاج 15000 م 3 / يوم [28]
- محطات توليد الكهرباء وتحلية المياه بالغردقة وشرم الشيخ
- عيون موسى للطاقة وتحلية المياه
- الزعفرانة للطاقة وتحلية المياه
- محطة الرميلة لتحلية المياه

اعتبارًا من مايو 2022 ، كان لدى مصر ما مجموعه 82 محطة لتحلية المياه بطاقة مجمعة 917000 متر مكعب في اليوم.

## ألمانيا
يتم توفير المياه العذبة في جزيرة هيلجولاند من خلال محطتين لتحلية المياه بالتناضح العكسي .

## جبل طارق
يتم توفير المياه العذبة في جبل طارق من خلال عدد من محطات التناضح العكسي وتحلية المياه متعددة المراحل . كما يتم تشغيل محطة تحلية المياه بالتناضح الأمامي.

## الهند
يوجد في الهند محطتان لتحلية المياه ، هما محطة Minjur لتحلية مياه البحر  ومصنع Nemmeli ، وكلاهما في تشيناي .

## إيران
الافتراض هو أن حوالي 400000 م 3 / يوم من السعة التاريخية والحديثة المركبة تعمل في إيران. من حيث التكنولوجيا ، تستخدم محطات التحلية الحالية في إيران مزيجًا من العمليات الحرارية والتناضح العكسي. MSF هي التقنية الحرارية الأكثر استخدامًا على الرغم من ميزة MED وضغط البخار (VC) أيضًا.

## كازاخستان
تقوم MAEK-Kazatomprom LLP بتشغيل محطة لتحلية مياه البحر في أكتاو ، مانجيستاو من عام 1967. الآن قوتها تصل إلى 74000 م 3 / يوم. في وقت سابق كان جزءًا من الجمع بين محطة الطاقة النووية ومحطات الطاقة الكهربائية الغازية. أيضا في أكتاو توجد محطة تحلية المياه بتقنية الأغشية قصبي ، والتي تصل طاقتها إلى 20000 م 3 / يوم

## الكويت
الكويت ليس لديها أي أنهار دائمة. يوجد بها بعض الوديان ، أبرزها وادي الباطن الذي يشكل الحدود بين الكويت والعراق.
تعتمد الكويت على تحلية المياه كمصدر رئيسي للمياه العذبة للشرب وللأغراض المنزلية. يوجد حاليًا أكثر من ست محطات تحلية. كانت الكويت أول دولة في العالم تستخدم تحلية المياه لتوفير المياه للاستخدام المنزلي على نطاق واسع. يعود تاريخ تحلية المياه في الكويت إلى عام 1951 عندما تم تشغيل أول محطة تقطير.

## مالطا
غار لابسي الثاني 50،000 م 3 / يوم 

## جزر المالديف
جزر المالديف هي أمة من الجزر الصغيرة. يعتمد البعض على تحلية المياه كمصدر للمياه. 

## المكسيك
تم بناء أول محطة لتحلية المياه في المكسيك عام 1960 ، وكانت طاقتها الإنتاجية 27،648 م 3 / يوم.
اعتبارًا من عام 2006 ، كان هناك 435 محطة تحلية في المكسيك بطاقة إجمالية تبلغ 311700 متر مكعب / يوم.
واحدة من أكبر محطات تحلية المياه في العالم (380.160 م 3 / يوم) مخطط لها في روساريتو.

## المغرب
هناك العديد من مشاريع التحلية الجارية في المغرب ، معظمها تحلية مياه البحر من المحيط الأطلسي .
| موقع          | افتتح | سعة </br> (مليون م 3 / سنة) | ملحوظات                                        |
| ------------- | ----- | --------------------------- | ---------------------------------------------- |
| الدار البيضاء | 2030  | 250                         | بين 2 درهم و 6 درهم للمتر 3 .                  |
| شتوكة         | 2020  | 275                         | أكبر محطة لتحلية المياه في العالم عند اكتمالها |
| الداخلة       | 2018  | 30                          | [ 44 ]                                         |
| الجرف الأصفر  | 2021  | 40                          | [ 45 ]                                         |

## النرويج
النرويج بلد يعاني من مشاكل قليلة أو معدومة فيما يتعلق بالحصول على المياه. يأتي أكثر من 99٪ من إمدادات المياه للسكان من مصادر المياه العذبة مثل البحيرات والقطران والأنهار والمياه الجوفية. ومع ذلك ، هناك ثلاث محطات مائية في النرويج تستخدم تحلية مياه البحر وتقع جميعها في مقاطعة نوردلاند ، وتوفر المياه لحوالي 500 شخص فقط.

## سلطنة عمان
تم بناء صوبة زجاجية تجريبية بمياه البحر في عام 2004 بالقرب من مسقط ، بالتعاون مع جامعة السلطان قابوس ، لتوفير قطاع بستنة مستدام على ساحل الباطنة .
- محطة الغبرة للطاقة وتحلية المياه ، مسقط
- محطة صحار للطاقة وتحلية المياه ، صحار
- محطة تحلية صور ريال عماني 80.000 م 3 / يوم 2009 [48]
- قرن علم 1،000 م 3 / يوم
- ولاية دبا 2000 م 3 / يوم

هناك ما لا يقل عن محطتين للتناضح الأمامي تعمل في عمان
- النجدة 200 م 3 / يوم (بنتها مودرن ووتر) [49]
- الخلوف [50]

## باكستان
افتتح وزير الموانئ والشحن الباكستاني مؤخرًا محطة لتحلية المياه في مدينة جوادر الساحلية في 01 يناير 2018. هذا هو واحد من أكبر المصانع من نوعها في باكستان . وفي يوم الافتتاح قال وزير الموانئ والشحن الباكستاني في خطابه:
لدفع هذه النقطة إلى المنزل ، ذكر أن هذا المصنع (الذي يمكن أن يحتوي على 5 ملايين جالون من الماء) سيوفر 254000 جالون من مياه الشرب النظيفة يوميًا - بسعر روبية. 0.8 للغالون الواحد.

## دولة قطر
- راس أبو فنطاس A2 - 160.000 م 3 / يوم. البلاد لديها خطط لمصنعين مع 735000 إضافية م 3 / يوم [52]

## المملكة العربية السعودية
توفر الهيئة السعودية للمياه في المملكة العربية السعودية 50٪ من المياه البلدية في المملكة، وتدير عددًا من محطات تحلية المياه ، وقد تعاقدت مع شركة يابانية كورية جنوبية بقيمة 1.892 مليار دولار لبناء منشأة جديدة قادرة على إنتاج مليار لتر يوميا ، افتتح في نهاية عام 2013. وهم يشغلون حاليًا 32 مصنعًا في المملكة؛ أحد الأمثلة في الشعيبة تكلف 1.06 مليار دولار وينتج 450 مليون لتر يوميًا.
- كورنيش RO مصنع (محصول) (تديره شركة سواكو)
- الجبيل 1،400،000 م 3 / يوم [56]
- محطة شمال أبحر (تديرها شركة سواكو)
- رابغ 7000 م 3 / يوم (تديرها ويتيكو)
- مخطط للانتهاء منه 2018 رابغ 2 600000 م 3 / يوم (تحت الإنشاء الهيئة السعودية للمياه)[57]
- محطة رأس الخير للطاقة وتحلية المياه (تديرها الهيئة السعودية للمياه) هي محطة هجينة تخدم مدينة الرياض في عام 2014 ، وتنتج 1.036.000 متر مكعب / يوم من المياه و 2400 ميجاوات من الكهرباء.[58]
- شعيبة 3 150.000 م 3 / يوم (تديرها شركة دوسان)
- محطة كورنيش جنوب جدة (SOJECO) (تديرها شركة سواكو )
- ينبع التقطير متعدد التأثيرات (ميد) ، المملكة العربية السعودية 146.160 م 3 / يوم [59]

## سنغافورة
من المخطط أن تلبي المياه المحلاة 30٪ من احتياجات سنغافورة المستقبلية من المياه بحلول عام 2060.
القائمة (25٪ من الطلب على المياه في سنغافورة لعام 2017)
- SingSpring ، توا (2005) - 30 مليون جالون إمبراطوري (ملغ) / 136.380 م 3 / يوم @ 3.5kWh / m3
- سنجي تامبينز (2007) - 4000 م 3 / يوم ، تحلية ملوحة صغيرة متغيرة الملوحة.
- Tuas South ، Tuas (2013) - 70 مليون جالون إمبراطوري (ملغ) / 318500 م 3 / يوم @ متكامل مع محطة طاقة توربينية غازية ذات دورة مركبة بقدرة 411 ميجاوات [61]
- تواس (2017) - 137000 م 3 / يوم
- مارينا إيست (2020) - 30 مليون جالون إمبراطوري (ملغ) / 137000 م 3 / يوم. أول محطة كاملة الملوحة متغيرة الحجم في العالم قادرة على معالجة مياه الأنهار ومياه البحر.
- جزيرة جورونغ (2022) - 30 مليون جالون إمبراطوري (ملغ) / 137000 م 3 / يوم. يقع بجوار محطة توليد كهرباء قائمة [62]

## إسبانيا
لانزاروت هي أقصى شرق جزر الكناري المتمتعة بالحكم الذاتي ، والتي هي من أصل بركاني. وهي أقرب الجزر إلى الصحراء الكبرى ، وبالتالي فهي الأكثر جفافاً، ولديها موارد مائية محدودة. تم إنشاء محطة تحلية تجارية خاصة في عام 1964 لخدمة الجزيرة بأكملها وتمكين صناعة السياحة. في عام 1974، تم ضخ المشروع باستثمارات من الحكومات المحلية والبلدية، وتم إنشاء بنية تحتية أكبر في عام 1989، وتم تشكيل اتحاد مياه جزيرة لانزاروتي (INALSA).
تم إنشاء نموذج أولي لدفيئة مياه البحر في تينيريفي في عام 1992.
- اليكانتي الثانية 65000 م 3 / يوم (عامل Inima)
- تورديرا 60.000 م 3 / يوم
- برشلونة 200000 م 3 / يوم (المشغل Degremont) El Prat ، بالقرب من برشلونة ، تم الانتهاء من محطة تحلية المياه في عام 2009 لتزويد منطقة العاصمة برشلونة بالمياه ، خاصة خلال فترات الجفاف الشديدة الدورية التي وضعت الكميات المتاحة من مياه الشرب تحت ضغط خطير.
- أوروبيسا 50،000 م 3 / يوم (المشغل Técnicas Reunidas)
- مونكوفا 60.000 م 3 / يوم (عامل Inima)
- مارينا باجا - Mutxamel 50،000 م 3 / يوم (عامل ديجريمونت)
- توريفايجا 240.000 م 3 / يوم (عامل Acciona)
- قرطاجنة اسكومبريراس 63000 م 3 / يوم (المشغل كوبرا | تيداغوا)
- ايدام ابيزا + ايدام سان انطونيو 25000 م 3 / يوم (المشغل إيبيزا - بورتماني)
- مزارون 36000 م 3 / يوم (المشغل تيداغوا)
- باجو المنصورة 65000 م 3 / يوم

## جنوب أفريقيا
- موسيل باي 15000 م 3 / يوم [65]
- ترانس نت سالدانها 2،400 م 3 / يوم [66]
- كنيسنا 2000 م 3 / يوم [67]
- بليتينبيرج باي 2000 م 3 / يوم [68]
- مصب نهر بوشمان 1800 م 3 / يوم [69]
- لامبرت باي 1700 م 3 / يوم [70]
- كانون روكس 750 م 3 / يوم [71]

## السويد
تمتلك السويد محطتين لتحلية المياه قليلة الملوحة من بحر البلطيق ، واحدة بنيت عام 2016 في هيرفيك بجزيرة جوتلاند بطاقة إنتاجية 480 م 3 / يوم ، وأخرى بسعة 7500 م 3 / يوم. في Kvarnåkershamn على نفس الجزيرة.

## تايوان
في فبراير 2021 ، تم بناء محطة لتحلية المياه بطاقة يومية 13000 طن كاستجابة لحالة طوارئ المياه. من المفترض أن يدعم المصنع إنتاج أشباه الموصلات في منطقة Hscinchu الأكبر من Nanliao.

## ترينداد وتوباغو
تستخدم جمهورية ترينيداد وتوباغو تحلية المياه لفتح المزيد من إمدادات المياه بالجزيرة لأغراض الشرب. تعتبر محطة التحلية في البلاد ، التي تم افتتاحها في مارس 2003 ، الأولى من نوعها. كانت أكبر منشأة لتحلية المياه في الأمريكتين ، وتعالج 28,800,000 غالون أمريكي (109,000 م3) من الماء في اليوم بسعر 2.67 دولار لكل 1,000 غالون أمريكي (3.8 م3) .
يقع هذا المصنع في منطقة Point Lisas الصناعية في ترينيداد ، وهي حديقة تضم أكثر من 12 شركة في مختلف وظائف التصنيع والمعالجة ، وستتيح سهولة الوصول إلى المياه لكل من المصانع والمقيمين في الدولة.

## الإمارات العربية المتحدة
تشرف هيئة كهرباء ومياه الشارقة (سيوا) على غالبية مرافق تحلية المياه في الإمارات.
تستخدم محطة تحلية جبل علي في دبي ، وهي منشأة ثنائية الغرض ، التقطير الوميض متعدد المراحل وقادرة على إنتاج 300 مليون متر مكعب من المياه سنويًا. 
| الدولة                   | المنطقة    | المدينة  | اسم المحطة          | السعة (م³/يوم) | الإحداثيات      | سنة الانتهاء |
| ------------------------ | ---------- | -------- | ------------------- | -------------- | --------------- | ------------ |
| الإمارات العربية المتحدة | أبو ظبي    | الطويلة  | محطة تحلية الطويلة  | 909,200        | 24°02′N 54°29′E | 2022         |
| الإمارات العربية المتحدة | أبو ظبي    | الشويهات | محطة الشويهات S2    | 454,600        | 24°00′N 52°22′E | 2011         |
| الإمارات العربية المتحدة | أبو ظبي    | الفجيرة  | محطة الفجيرة F2     | 1,045,500      | 25°14′N 56°21′E | 2010         |
| الإمارات العربية المتحدة | دبي        | جبل علي  | محطة تحلية جبل علي  | 636,400        | 24°59′N 55°04′E | 2012         |
| الإمارات العربية المتحدة | الشارقة    | كلباء    | محطة تحلية كلباء    | 15,000         | 25°03′N 56°21′E | 2010         |
| الإمارات العربية المتحدة | الشارقة    | خورفكان  | محطة تحلية خورفكان  | 22,500         | 25°21′N 56°21′E | غير معروف    |
| الإمارات العربية المتحدة | رأس الخيمة | غليلة    | محطة تحلية غليلة    | 68,000         | 26°00′N 56°07′E | غير معروف    |
| الإمارات العربية المتحدة | الشارقة    | الحمرية  | محطة تحلية الحمرية  | 90,000         | 25°28′N 55°29′E | غير معروف    |
| الإمارات العربية المتحدة | أبو ظبي    | أم النار | محطة تحلية أم النار | 394,000        | 24°25′N 54°30′E | غير معروف    |

## المملكة المتحدة وتوابع التاج
تم بناء أول محطة واسعة النطاق في المملكة المتحدة ، محطة تحلية المياه التايمز ، في بيكتون ، شرق لندن لمياه التايمز بواسطة Acciona Agua. تم بنائه عام 2010 بتكلفة 250 مليون جنيه إسترليني. يوفر المصنع ما يصل إلى 150 مليون لتر من مياه الشرب يوميًا (150 ألف متر مكعب) - وهو ما يكفي لحوالي مليون شخص.

### جيرسي
محطة تحلية المياه الواقعة بالقرب من La Rosière ، La Corbière ، Jersey ، يتم تشغيلها بواسطة Jersey Water . تم بناؤه عام 1970 في مقلع مهجور ، وكان الأول من نوعه في الجزر البريطانية.
استخدم المصنع الأصلي عملية تقطير متعددة المراحل (MSF) ، حيث يتم غلي مياه البحر تحت التفريغ وتبخيرها وتكثيفها في ناتج تقطير للمياه العذبة. في عام 1997 ، وصل المصنع إلى نهاية عمره التشغيلي وتم استبداله بمحطة تناضح عكسي حديثة.
أقصى طلب للطاقة هو 1750 كيلوواط ، وقدرة الإنتاج 6000 متر مكعب في اليوم. استهلاك الطاقة المحدد هو 6.8 كيلو واط ساعة / م 3 .

## الولايات المتحدة

### تكساس
هناك عشرات المشاريع المختلفة لتحلية المياه في ولاية تكساس ، لتحلية المياه الجوفية وتحلية مياه البحر من خليج المكسيك . ومع ذلك ، لا توجد حاليًا محطات لتحلية مياه البحر مخصصة للأغراض البلدية.
- إل باسو: تمت معالجة المياه الجوفية معتدلة الملوحة في مصنع إل باسو بولاية تكساس منذ عام 2004 تقريبًا. تنتج 27,500,000 غالون أمريكي (104,000,000 ل؛ 22,900,000 غالون إمب) من المياه العذبة يوميًا (حوالي 25٪ من إجمالي إمدادات المياه العذبة) بالتناضح العكسي.[85] تكلفة مياه المحطة – تمثل تكلفة الطاقة إلى حد كبير – يزيد بنحو 2.1 مرة عن إنتاج المياه الجوفية العادية.

### كاليفورنيا
يوجد في ولاية كاليفورنيا 17 محطة لتحلية المياه قيد الإنشاء ، إما جزئياً أو من خلال مرحلتي الاستكشاف والتخطيط. تشمل قائمة المواقع Bay Point ، في دلتا ، و Redwood City ، وسبعة في Santa Cruz / Monterey Bay ، و Cambria ، و Oceaneo ، و Redondo Beach ، و Huntington Beach ، و Dana Point ، و Camp Pendleton ، و Oceanside وCarlsbad .
- كارلسباد: تم تشييد محطة تحلية المياه كلود "برعم" لويس كارلسباد بتكلفة 1 مليار دولار بواسطة Poseidon Resources وكانت أكبر محطة لتحلية المياه في الولايات المتحدة عندما تم تشغيلها في 14 ديسمبر 2015.[88] تنتج 50 مليون جالون يوميًا إلى 110.000 عميل في جميع أنحاء مقاطعة سان دييغو.
- كونكورد: من المقرر افتتاحه في عام 2020 ، وينتج 20 مليون جالون في اليوم.[86]
- مقاطعة مونتيري: مدينة ساند ، على بعد ميلين شمال مونتيري ، ويبلغ عدد سكانها 334 نسمة ، هي المدينة الوحيدة في كاليفورنيا التي تزود بالكامل بالمياه من محطة تحلية المياه.
- سانتا باربرا: تم إنشاء مرفق تحلية تشارلز ماير في سانتا باربرا ، كاليفورنيا ، في 1991-1992 كمصدر مؤقت للمياه في حالات الطوارئ استجابة للجفاف الشديد.[89][90] على الرغم من أن تكلفة تشغيله مرتفعة ، إلا أن المنشأة تحتاج فقط إلى العمل بشكل غير منتظم ، مما يسمح لسانتا باربرا باستخدام الإمدادات الأخرى على نطاق أوسع.[91][92] أعيد تشغيل المحطة في ربيع عام 2017.

### فلوريدا

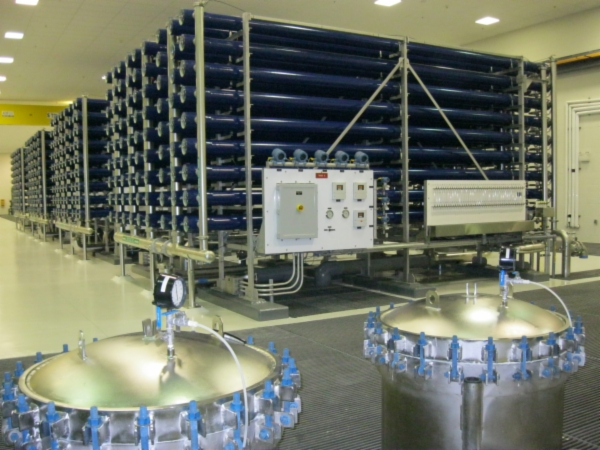
قطار إنتاج RO ، مصنع North Cape Coral RO

في عام 1977 ، أصبحت كيب كورال بولاية فلوريدا أول بلدية في الولايات المتحدة تستخدم عملية التناضح العكسي على نطاق واسع بطاقة تشغيلية أولية تبلغ 3 ملايين جالون يوميًا. بحلول عام 1985 ، نظرًا للنمو السريع في عدد سكان كيب كورال ، كان للمدينة أكبر مصنع تناضح عكسي منخفض الضغط في العالم ، قادرًا على إنتاج 15 مليون جالون يوميًا.
اعتبارًا من عام 2012 ، يوجد في جنوب فلوريدا 33 محطة لتحلية المياه قليلة الملوحة واثنين من محطات تحلية مياه البحر تعمل مع سبع محطات للمياه المالحة قيد الإنشاء. تمتلك محطات تحلية المياه قليلة الملوحة ومياه البحر القدرة على إنتاج 245 مليون جالون من المياه الصالحة للشرب يوميًا.
كان مشروع تحلية المياه Tampa Bay بالقرب من تامبا بولاية فلوريدا في الأصل مشروعًا خاصًا بقيادة شركة Poseidon Resources ، لكنه تأخر بسبب إفلاس شركاء Poseidon Resources المتعاقبين في المشروع ، Stone & Webster ، ثم Covanta (Ogden سابقًا) وشركائها المقاول الرئيسي من الباطن ، Hydroanautics. أعلنت شركة Stone & Webster إفلاسها في يونيو 2000. انضمت Covanta و Hydranautics في عام 2001 ، لكن Covanta فشلت في إكمال ترابط البناء ، ثم اشترت وكالة Tampa Bay Water المشروع في 15 مايو 2002 ، واكتتبت المشروع. ثم تعاقدت شركة Tampa Bay Water مع شركة Covanta Tampa Construction ، التي أنتجت مشروعًا فشل في اختبارات الأداء. بعد إفلاس الشركة الأم ، تقدمت Covanta أيضًا بطلب الإفلاس قبل إجراء التجديدات التي من شأنها أن تفي بالاتفاقيات التعاقدية. أدى ذلك إلى ما يقرب من ستة أشهر من التقاضي. في عام 2004 ، استأجرت تامبا باي ووتر فريق ترميم ، أمريكان ووتر / أكسيونا أكوا ، لإعادة المصنع إلى تصميمه الأصلي المتوقع. تم اعتبار المحطة تعمل بكامل طاقتها في عام 2007 ،  وهي مصممة للعمل بسعة قصوى تبلغ 25 مليون غالون أمريكي (95,000 م3) يوميا. يمكن للمصنع الآن إنتاج ما يصل إلى 25 مليون غالون أمريكي (95,000 م3) يوميا عند الحاجة.

### أريزونا
- يوما: تم إنشاء محطة تحلية المياه في يوما بولاية أريزونا تحت سلطة قانون التحكم في ملوحة حوض نهر كولورادو بالولاية لعام 1974 لمعالجة تدفقات العائد الزراعي المالح من منطقة الري والصرف ويلتون موهوك في نهر كولورادو . تهدف المياه المعالجة إلى تضمينها في عمليات توصيل المياه إلى المكسيك ، وبالتالي الاحتفاظ بكمية مماثلة من المياه العذبة في بحيرة ميد وأريزونا ونيفادا . تم الانتهاء من بناء المصنع في عام 1992 ، ويعمل في مناسبتين منذ ذلك الحين. بسعة كاملة تبلغ 73 مليون جالون يوميًا من المياه النفاذة ، تعد أكبر محطة لتحلية المياه في الولايات المتحدة. تمت صيانة المصنع ، ولكن لم يتم تشغيله إلى حد كبير بسبب إمدادات المياه العذبة الكافية من أعالي نهر كولورادو.[98] تم التوصل إلى اتفاق في أبريل 2010 بين هيئة مياه جنوب نيفادا ، ومنطقة المياه الحضرية في جنوب كاليفورنيا ، ومشروع سنترال أريزونا ، ومكتب الاستصلاح الأمريكي لضمان تكلفة تشغيل المحطة في مشروع تجريبي لمدة عام.[99]